# How to Build a Better Boy
How to Build a Better Boy (pt O Rapaz Ideal/br Como Criar o Garoto Perfeito)  é um filme original do Disney Channel,dos gêneros comédia, romance, fantasia e ficção científica, com direção de Paul Hoen e escrito por Jason Mayland. O filme é estrelado por China Anne McClain e Kelli Berglund.
O trailer do filme foi exibido no dia 27 de junho de 2014, durante a estreia do filme Zapped. O filme estreou no dia 15 de Agosto de 2014 nos Estados Unidos.

## Sinopse
As estudantes Mae Hartley e Gabby Harrison, adoram tecnologia. Mae tem uma queda por um atleta chamado Jaden e acha que ele vai convidá-la para o baile do baile. No entanto, ela é publicamente humilhada por Nevaeh, uma líder de torcida malvada que está namorando Jaden. Constrangida, Mae afirma que já tem um namorado. Para cobrir a mentira, Gabby se oferece para programar um namorado virtual para Mae usando um software de computador conhecido como X-17, que eles acreditam ser usado pelo pai de Mae, Dr. James Hartley, para projetar personagens de videogames de alta definição para sua empresa. Gabby cria com sucesso um namorado virtual, e Mae o nomeia Albert.

## Elenco
- China Anne McClain como Gabby Harrison
- Kelli Berglund como Mae Hartley
- Marshall Williams como Albert Banks
- Matt Shively como Bart
- Ashley Argota como Nevaeh Barnes
- Noah Centineo como Jaden
- Roger Bart como Dr. James Hartley
- Sasha Clements como Marnie
- Ron Lea como General Mcfee

## Trilha sonora
- Sabrina Carpenter - "Stand Out"
- Marshall Williams & Kelli Berglund - "Love You like a Love Song" (Selena Gomez and the Scene - cover)
- Mo' Cheddah feat. Cristina Renae - "Higher"
- Kelli Berglund & China Anne McClain - "Something Real"

## Recepção
Em sua noite de estreia nos Estados Unidos, o filme conseguiu 4,6 milhões de espectadores.